# Нефтечалинський район

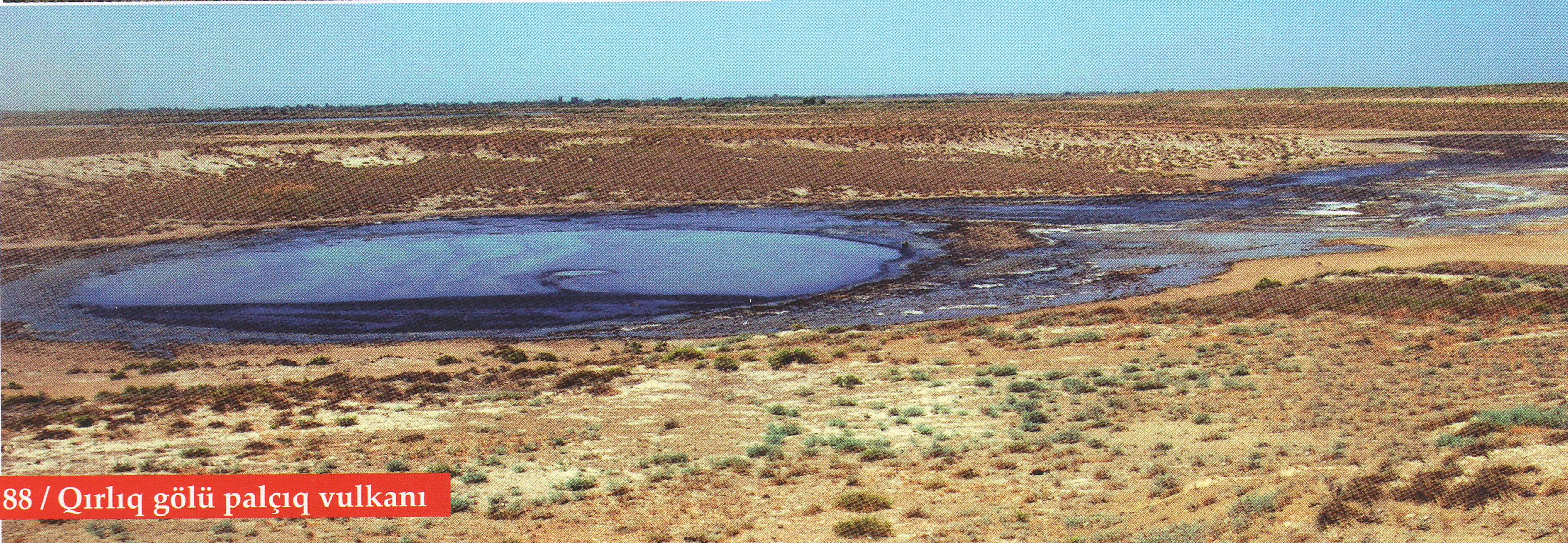
Грязьовий вулкан у Нефтчалі

Нефтечалинський район (азерб. Neftçala rayonu) ― один із 66 районів Азербайджану. Розташований на південному сході країни й належить до Аранського економічного району. Район межує з Джалілабадським, Біласуварським, Сальянським, Ленкоранським, Масаллинським районами. Його столицею і найбільшим містом є Нефтечала. Станом на 2020 рік у районі проживало 88 900 осіб.

## Історія
Був утворений як район у складі Азербайджанської Радянської Соціалістичної Республіки 11 лютого 1940 року. До цього часу він знаходився на території сучасного Салянського району, а 1940 року увійшов до складу Хіллінського району, організованого 24 січня 1939 року. Оскільки Нефтечалинський район був виключно промисловим, його ліквідували в грудні 1959 року та об'єднали з Сальянським регіоном. Однак через 4 роки він знову був відокремлений від Сальянського району і став окремою промисловою зоною. Вважалося, що ця змішана система контролю себе не виправдала, і знову Нефтечалинська область була ліквідована в 1965 році та увійшла до складу Сальянського району. 27 квітня 1973 року через 7 років регіон знову був відокремлений.

## Територія
У районі є одне місто (Нефтечала), 48 сіл і 3 населених пункти (Banke, Khylly і Хасанабад) в районі. Нефтчалинский район межує з Масалли, Сальяні, Джалілабад, Білесуваре і Ленкорани районами.
Загальна площа району 1451 км2. 825 км 2 цієї території є продуктивними землями. Сільськогосподарські угіддя охоплюють 390 км 2 території. Велика рогата худоба — пасовища займають 355 км 2 площі, а загальна площа посівних земель становить 470 км2. Плодові сади та засолені землі охоплюють 5 км 2 і 13 км 2 площі відповідно.

## Населення
| Міста та області       | Всього | в тому числі : | в тому числі : | Міські місця | в тому числі : | в тому числі : | Сільські місця | в тому числі : | в тому числі : |
| Міста та області       | Всього | чоловіків      | жінки          | Міські місця | чоловіків      | жінки          | Сільські місця | чоловіків      | жінки          |
| Нефтечалинська область | 87.3   | 43.3           | 44.0           | 40.8         | 20.2           | 20.6           | 46.5           | 23.1           | 23.4           |
| Місто Нефтечала        | 21.8   | 10.9           | 10.9           | 21.8         | 10.9           | 10.9           | -              | -              | -              |
| Поселення Банка        | 7.8    | 3.9            | 3.9            | 7.8          | 3.9            | 3.9            | -              | -              | -              |
| Поселення Хасанабад    | 6.9    | 3.3            | 3.6            | 6.9          | 3.3            | 3.6            | -              | -              | -              |
| Поселення Хіллі        | 4.3    | 2.1            | 2.2            | 4.3          | 2.1            | 2.2            | -              | -              | -              |

## Географія та клімат
Територія району переважно низинна. Район розташований на 22 метри нижче рівня моря. Південний схід району охоплює Ширванська і Муганська низовини. Річка Кура впадає в Каспійське море в Нефтечалинському районі. Є грязьові вулкани, які займають територію від Балігчі до затоки Гізілагай. У прибережній зоні є кілька підводних рівнин. Це Карагедов, Калмичков, Кур, Борисов, Корнілов-Павлов, Пліта, Погорелая, Головачов. На кордоні Сальянського району між вершинами Бабазанан і Дуровдаг розташоване озеро Дуздаг.
У районі напівпустельний і теплий клімат. Середня температура січня 3 °C, липня 25-36 °C.

## Флора і фауна
Землі району поділяються на сіро-лугові, алювіальні та заболочені луги. Є й солонці. Рослинність району напівпустельна та пустельна. Тут можна зустріти тугайські ліси.
Тваринний світ району різноманітний. Серед панівної фауни Нефтечалинського району є: газель, пелікан, кабан, вовк, дикий кіт, кролик тощо.

## Економіка
«Хазар» — автомобільний завод компанії «Азермаш», розташований у Нефтечалі, Азербайджан.
Сільське господарство, рибальство, нафта, газ — це ядра економіки району.

## Муніципалітети
В районі 17 муніципалітетів, які складаються зі 163 членів. Муніципалітет Нефтчала налічує 15 депутатів, Хиллинський муніципалітет — 9, Гасанабадський муніципалітет — 11, інші сільські муніципалітети — 128 членів. Муніципалітети Нефтечалинського району розташовані в місті, з 2 селищами та 14 селами.

## Суд
Суд створено 20 квітня 1974 року. Початкова назва суду — Нефтечалинський районний народний суд. У 2000 році його назву було змінено на Нефтечалинський районний суд.

## Відомі жителі
- Халіл Рза Улутюрк, письменник